# Marek Čanecký
Marek Čanecký (* 17. Juni 1988 in Banská Bystrica) ist ein ehemaliger slowakischer Radrennfahrer.

## Karriere
Marek Čanecký wurde 2009 Dritter im Einzelzeitfahren der slowakischen U23-Meisterschaft. Im nächsten Jahr belegte er den neunten Rang in der Gesamtwertung des UCI-Nations’-Cup-U23-Etappenrennens Coupe des Nations Ville Saguenay und er wurde Vierter bei der nationalen Zeitfahrmeisterschaft. 
Im Jahr 2011 gewann Čanecký mit jeweils eine Etappe bei der Tour of Marmara und beim Grand Prix Chantal Biya seine ersten internationalen Wettbewerbe. Außerdem wurde er Dritter im Straßenrennen der slowakischen Meisterschaft. Im Jahr 2016 gewann er mit Visegrad 4 Kerékpárverseny sein erstes internationales Eintagesrennen. Von 2016 bis 2018 wurde er dreimal in Folge slowakischer Meister im Einzelzeitfahren der Elite. Neben den Siegen konnte Čanecký Platz 2 beim Grand Prix Chantal Biya und Platz 3 bei der Tour du Sénégal erreichen. 2020 erwirkte er neben jeweils vierten Plätzen bei den nationalen Meisterschaften, Straßenrennen und EZF, Platz 7 bei der Belgrad-Banja Luka. 2021 konnte er keine nennenswerte Ergebnisse erzielen und 2022 erreichte er neben dem Sieg Platz 2 bei den slowakischen Meisterschaften im Einzelzeitfahren und Platz 4 im Straßenrennen noch Platz 65 bei den UCI-Weltmeisterschaften. 2023 belegte er zweite Plätze bei nationalen Rennen, Znievske dni cyklistiky und Cena Krupiny, und holte den dritten Platz bei den nationalem Meisterschaften im Einzelzeitfahren. Ende der Saison 2023 beendete er seine Profikarriere. Seit Anfang 2024 ist Marek Čanecký Handelsvertreter für einen Fahrradhersteller.

## Erfolge
2011
- eine Etappe Tour of Marmara
- eine Etappe Grand Prix Chantal Biya

2015
- eine Etappe Ungarn-Rundfahrt

2016
- Visegrad 4 Kerékpárverseny
- Slowakische Meisterschaft – Einzelzeitfahren

2017
- Slowakische Meisterschaft – Einzelzeitfahren

2018
- Slowakische Meisterschaft – Einzelzeitfahren

2019
- Bergwertung In the steps of Romans
- zwei Etappen und Punktewertung Grand Prix Chantal Biya

2022
- Trofeo Cinelli-VC Hlohovce[4]